# 알렉시 클로드 클레로
알렉시 클로드 클레로(프랑스어: Alexis Claude Clairaut, 1713년 5월 13일 – 1765년 5월 17일)는 프랑스의 수학자이다. 극좌표계와 미적분학에 업적을 남겼다.

## 같이 보기
- 미분기하학
- 분자간 힘